# Hypnum crassicostatum
Hypnum crassicostatum là một loài Rêu trong họ Hypnaceae. Loài này được (Kindb.) Grout mô tả khoa học đầu tiên năm 1933.